# Michael Caine (kierowca wyścigowy)
Michael Caine (ur. 13 sierpnia 1970 roku w Cambridge) – brytyjski kierowca wyścigowy.

## Kariera
Caine rozpoczął karierę w międzynarodowych wyścigach samochodowych w 2000 roku od startów w TVR Tuscan Challenge, gdzie odniósł cztery zwycięstwa. Uzbierane 1211 punktów dało mu tytuł mistrza serii. W późniejszych latach Brytyjczyk pojawiał się także w stawce French GT Championship, British GT Championship, 24-godzinnego wyścigu Le Mans, American Le Mans Series, FIA GT Championship, Brytyjskiego Pucharu Porsche Carrera, British Touring Car Championship, Malaysia Merdeka Endurance Race oraz Blancpain Endurance Series.

## Wyniki w 24h Le Mans
| Rok  | Zespół                         | Partnerzy                   | Samochód         | Klasa | Okr. | Poz. | Klasa Pos. |
| ---- | ------------------------------ | --------------------------- | ---------------- | ----- | ---- | ---- | ---------- |
| 2003 | DeWalt Racesports Salisbury    | Mike Jordan Tim Sugden      | TVR Tuscan T400R | GT    | 93   | NU   | NU         |
| 2004 | Chamberlain-Synergy Motorsport | Bob Berridge Chris Stockton | TVR Tuscan T400R | GT    | 300  | 21   | 8          |